# Gerbrand de Jong
Gerbrand de Jong (Westzaan, 4 juli 1917 - Wormerveer, 4 september 1984) was een Nederlands politicus.
De Jong was een provinciebestuurder en Eerste Kamerlid voor de VVD uit de Zaanstreek. Na een loopbaan bij de Marine werd hij secretaris van de Kamer van Koophandel in Zaanland. Hij kwam in 1972 tussentijds in het college van Gedeputeerde Staten van Noord-Holland en had een goede naam als bestuurder. Door een wisseling in de coalitie verloor hij zijn post echter al na twee jaar. Vanaf 1974 was hij zes jaar woordvoerder milieu van de VVD-senaatsfractie, waarvan drie jaar als 'tegenspeler' van minister Irene Vorrink.
- Biografisch Portaal: 67855002
- Parlement.com: vg09llgmd2zz